# بوک (لهستان بزرگ‌تر)
بوک (به لاتین: Buk) یک شهر و گمینا در لهستان است که در گمینا بوک واقع شده‌است. بوک ۲٫۹۶ کیلومتر مربع مساحت و ۶٬۱۸۱ نفر جمعیت دارد.

## خواهرخوانده
شهرهای سینت-میخیلسخستل و هامبوهرن خواهرخوانده‌های بوک (لهستان بزرگ‌تر) هستند.